# Moïse au Sinaï
Moïse au Sinaï est un oratorio en deux parties pour basse, ténor, soprano, chœur d'hommes et orchestre, sur une musique de Félicien David et un texte de Sylvain Saint-Étienne, créé en 1846 (parfois titré : Moïse au Mont Sinaï).

## Personnages / Artistes de la création
- Moïse (basse) : M. Alizard
- Un hébreu (ténor) : M. Roger
- Une israélite (soprano) : Mlle Grimm
- Chœur des hébreux

## Déroulé de l'œuvre

### 1repartie
- Introduction et chœur Dieu d'Israël, ta voix m'appelle
- Romance et chœur Dans ce brûlant désert
- Air et duo Peuple que la mort environne
- Ronde du veau d'or Louange et gloire à notre Dieu

### 2epartie
- Symphonie et récitatif Éternel ! Éternel ! tu voulus me choisir
- Air de basse Seigneur, dans ta bonté, tu voulus nous bénir
- Chœur Israël ! Israël !
- Marche des hébreux Levez-vous, levez-vous

## Création et reprises (sélection)
- Création le 21 mars 1846 à l'Académie royale de musique (salle Le Peletier)
- Reprises : 
  - Le 12 décembre 1847, au Conservatoire de Paris, dans une version remaniée et augmentée de la Scène de la révolte
  - Le 28 mars 2014, à l'Opéra de Clermont-Ferrand, solistes, Chœur régional d'Auvergne, Orchestre philharmonique de Sofia, direction musicale Amaury du Closel

## Critique de la création
« Le Désert, c’était la grâce ; Moïse, c’est la force » (Théophile Gautier)